# The Sin Woman
The Sin Woman er en amerikansk stumfilm fra 1917 af George W. Lederer.

## Medvirkende
- Irene Fenwick som Grace Penrose
- Clifford Bruce som John Winthrop
- Reine Davies som Beth Winthrop
- George Morgan som Dan Pratt
- Sarah McVicker som Mrs. Pratt